# 1728年の相撲
1728年の相撲（1728ねんのすもう）は、1728年の相撲関係のできごとについて述べる。

## 興行
- 9月場所（京都相撲）[1]
  - 興行場所:嶋原口